# Brian Yang (Badminton)

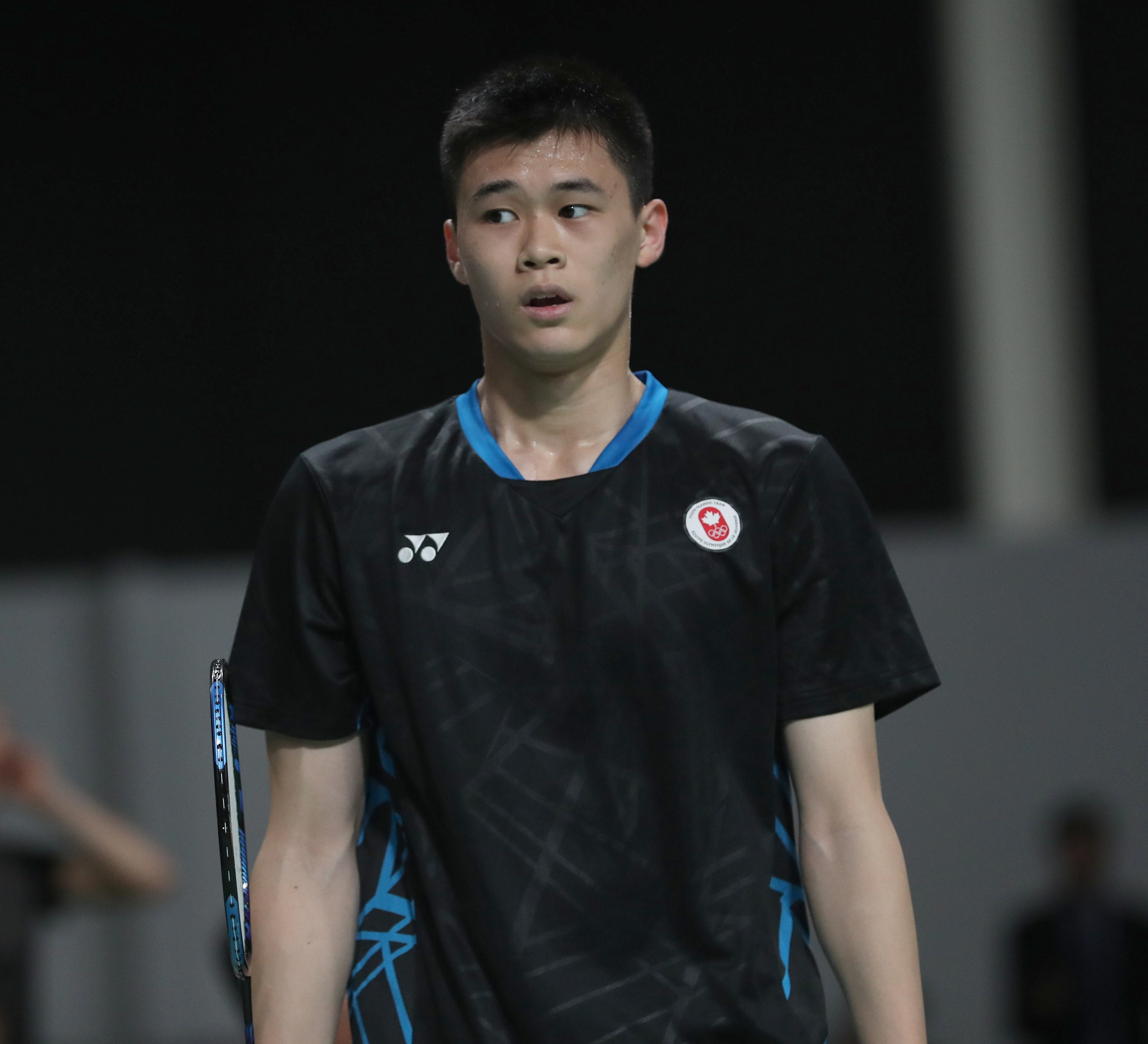
Brian Yang, 2018

Brian Yang (* 25. November 2001 in Toronto) ist ein kanadischer Badmintonnationalspieler.

## Karriere
Brian Yang gewann die Suriname International 2017 und die El Salvador International 2018. 2019 wurde er kanadischer Meister. 2021 qualifizierte er sich für die Olympischen Sommerspiele des gleichen Jahres.

## Sportliche Erfolge
| Saison | Veranstaltung                             | Disziplin  | Platz | Name                                   |
| ------ | ----------------------------------------- | ---------- | ----- | -------------------------------------- |
| 2012   | Ontario Championships U12 2012            | MD         | 1     | Kyle To / Brian Yang                   |
| 2012   | Ontario Championships U12 2012            | XD         | 1     | Brian Yang / Jailyn Joensen            |
| 2013   | Ontario Championships U14 2013            | MS         | 1     | Brian Yang                             |
| 2014   | Kanadische Juniorenmeisterschaft U14 2014 | MS         | 1     | Brian Yang                             |
| 2014   | Kanadische Juniorenmeisterschaft U14 2014 | MD         | 1     | Kyle To / Brian Yang                   |
| 2014   | Kanadische Juniorenmeisterschaft U14 2014 | XD         | 1     | Brian Yang / Katie Ho-Shue             |
| 2014   | Juniorenpanamerikameisterschaft U15 2014  | MD         | 1     | Kyle To / Brian Yang                   |
| 2014   | Ontario Championships U14 2014            | MS         | 1     | Brian Yang                             |
| 2014   | Ontario Championships U14 2014            | MD         | 1     | Kyle To / Brian Yang                   |
| 2014   | Ontario Championships U14 2014            | XD         | 1     | Brian Yang / Katie Ho-Shue             |
| 2015   | Juniorenpanamerikameisterschaft U17 2015  | XD         | 1     | Brian Yang / Katie Ho-Shue             |
| 2015   | Juniorenpanamerikameisterschaft U17 2015  | MD         | 3     | Desmond Wang / Brian Yang              |
| 2015   | Juniorenpanamerikameisterschaft U15 2015  | MS         | 1     | Brian Yang                             |
| 2015   | Ontario Championships U16 2015            | MS         | 1     | Brian Yang                             |
| 2015   | Ontario Championships U16 2015            | MD         | 1     | Zhi Chen / Brian Yang                  |
| 2015   | Ontario Championships U16 2015            | XD         | 1     | Brian Yang / Katie Ho-Shue             |
| 2016   | Juniorenpanamerikameisterschaft U17 2016  | MS         | 1     | Brian Yang                             |
| 2016   | Kanadische Juniorenmeisterschaft U19 2016 | MS         | 1     | Brian Yang                             |
| 2016   | Kanadische Juniorenmeisterschaft U19 2016 | XD         | 1     | Brian Yang / Katie Ho-Shue             |
| 2016   | Juniorenpanamerikameisterschaft U19 2016  | XD         | 1     | Brian Yang / Katie Ho-Shue             |
| 2016   | Ontario Championships U17 2016            | MS         | 1     | Brian Yang                             |
| 2016   | Ontario Championships U19 2016            | XD         | 1     | Brian Yang / Katie Ho-Shue             |
| 2016   | Juniorenpanamerikameisterschaft U19 2016  | MD         | 1     | Desmond Wang / Brian Yang              |
| 2017   | Guatemala Junior International 2017       | XD         | 1     | Brian Yang / Lauren Lam                |
| 2017   | Kanadische Meisterschaft 2017             | MS         | 2     | Brian Yang                             |
| 2017   | Kanadische Juniorenmeisterschaft U19 2017 | MD         | 1     | Brian Yang / Desmond Wang              |
| 2017   | Kanadische Juniorenmeisterschaft U19 2017 | XD         | 1     | Brian Yang / Katie Ho-Shue             |
| 2017   | Guatemala Junior International 2017       | MS         | 1     | Brian Yang                             |
| 2017   | Suriname International 2017               | MS         | 1     | Brian Yang                             |
| 2017   | Juniorenpanamerikameisterschaft U19 2017  | MS         | 1     | Brian Yang                             |
| 2017   | Juniorenpanamerikameisterschaft U19 2017  | XD         | 1     | Brian Yang / Katie Ho-Shue             |
| 2018   | Kanadische Juniorenmeisterschaft U19 2018 | MS         | 1     | Brian Yang                             |
| 2018   | Kanadische Meisterschaft 2018             | MS         | 2     | Brian Yang                             |
| 2018   | Slovenia Junior International 2018        | MS         | 1     | Brian Yang                             |
| 2018   | Canada Junior International 2018          | MS         | 1     | Brian Yang                             |
| 2018   | El Salvador International 2018            | MS         | 1     | Brian Yang                             |
| 2018   | Kanadische Juniorenmeisterschaft U19 2018 | MD         | 1     | Brian Yang / Stanley Feng              |
| 2018   | Kanadische Juniorenmeisterschaft U19 2018 | XD         | 1     | Brian Yang / Katie Ho-Shue             |
| 2018   | Canada Junior International 2018          | MD         | 1     | Brian Yang / Stanley Feng              |
| 2018   | Canada Junior International 2018          | XD         | 1     | Brian Yang / Katie Ho-Shue             |
| 2018   | El Salvador International 2018            | XD         | 1     | Brian Yang / Catherine Choi            |
| 2018   | Commonwealth Games 2018                   | MS         | 9     | Brian Yang                             |
| 2019   | Peru International Series 2019            | MS         | 2     | Brian Yang                             |
| 2019   | Kanadische Meisterschaft 2019             | MS         | 1     | Brian Yang                             |
| 2019   | Juniorenpanamerikameisterschaft U19 2019  | MD         | 1     | Jonathan Chien Shou-Zheng / Brian Yang |
| 2019   | Juniorenpanamerikameisterschaft U19 2019  | MS         | 1     | Brian Yang                             |
| 2019   | Brazil International 2019                 | MS         | 2     | Brian Yang                             |
| 2019   | Juniorenpanamerikameisterschaft U19 2019  | XD         | 2     | Brian Yang / Catherine Choi            |
| 2019   | Canadian Junior International 2019        | MD         | 1     | Jonathan Chien Shou-Zheng / Brian Yang |
| 2019   | Dutch Junior International 2019           | MS         | 3     | Brian Yang                             |
| 2019   | Canadian Junior International 2019        | MS         | 1     | Brian Yang                             |
| 2019   | German Junior International 2019          | MS         | 2     | Brian Yang                             |
| 2020   | Kanadische Meisterschaft 2020             | MS         | 3     | Brian Yang                             |
| 2021   | All England 2021                          | MS         | 17    | Brian Yang                             |
| 2021   | Denmark Masters 2021                      | MS         | 1     | Brian Yang                             |
| 2022   | Mannschaftspanamerikameisterschaft        | Herrenteam | 1     | Kanada                                 |
| 2024   | Canadian International                    | MS         | 1     | Brian Yang                             |